# Валтово (деревня)
Валтово — деревня в Навашинском городском округе Нижегородской области России. До мая 2015 года входила в состав Натальинского сельсовета.
Деревня располагается на левом берегу реки Серёжи.
В деревне расположено отделение Почты России (индекс 607111).

## Население
| 2002 | 2010 |
| ---- | ---- |
| 438  | ↘331 |